# Cuscuta purpurata
Cuscuta purpurata är en vindeväxtart som beskrevs av Rodolfo Amando Philippi. Cuscuta purpurata ingår i släktet snärjor, och familjen vindeväxter. Inga underarter finns listade i Catalogue of Life.